# 般若无尽藏陀罗尼
《般若无尽藏陀罗尼》，佛教重要咒语，是附屬於《金剛經》的真言，象徵《金剛經》諸法皆空之德。又稱《般若无尽藏真言》、《般若眼真言》、《般若根本真言》、《金刚般若心真言》。

## 简介
大意是：皈依世尊，使我以般若波羅蜜到達彼岸，願以阿彌陀佛（或千手觀音，象徵慈悲）種子字，文殊菩薩種子字（象徵智慧）之善妙威德，令我善於聞持、念念不忘，生起般若智慧，克服煩惱，成就吉祥。
佛陀对此咒语极为赞叹，称之为“十方三世诸佛宗祖，亦是十方三世诸佛无尽法藏，一切般若波罗蜜母。过、现、未来诸佛、菩萨，常所供养、恭敬、赞叹。”并强调说：“若善男子、善女人等，以至诚心，书写、读诵、如说修行，是人所有百千万亿恒河沙劫生死重罪，于须臾顷，悉灭无余。”
《陀罗尼集经》本為筏耶思绳伽法师翻译，後來的不空三藏大师又重译，其咒语出自《修习般若波罗蜜菩萨观行念诵仪轨》，收在《大正藏》第二十册。此外，《房山石经》亦收录此陀罗尼，载于《大正藏》第二十八册。此经亦备受明代雲棲蓮池推崇，蓮池大師将此咒收入《诸经日诵》，作为該派門徒必修功课之一。

## 考證
最早是姚秦鳩摩羅什三藏法師譯《金剛經》時所翻譯出來的，附於《金剛經》的文末。
不過目前流通於《金剛經》文末的版本，則是到了明朝《新纂續藏經》 (在《大正新脩大藏經》之後) 的《金剛經註解》乃至《金剛經音釋直解》才確立成型。應是因應語音的轉變，於明朝當時重新音譯過的結果。

## 功德利益的說明
佛言此陀羅尼印有四種名。一名《般若無盡藏》。二名《般若眼》。三名《般若根本》。四名《金剛般若心》。
此陀羅尼印有大功德。若能至心如法受持。隨誦一遍出生一萬八千修多羅藏。又彼一一修多羅中。各各出生二萬五千修多羅藏。又彼一一修多羅中。出生百萬修多羅藏。又彼一一修多羅藏中。出生無量百千萬億那由他阿僧祇修多羅藏。如是乃至展轉出世無量無盡修多羅藏。所出經題名句義味。各各不同而不重出。如是念念出生無盡。是故名為無盡藏陀羅尼印。
此陀羅尼印。即是十方三世諸佛宗祖。亦是 十方三世諸佛無盡法藏。一切般若波羅蜜母。過現未來諸佛菩薩常所供養恭敬讚歎。若善男子善女人等。以至誠心書寫讀誦如說修行。是人所有百千萬億恒河沙劫生死重罪。於須臾頃悉滅無餘。
此陀羅尼印所有功德。我若住於百千萬億阿僧祇劫。歎猶不盡。何況餘人歎之能盡。若欲修行般若法者。一食齋戒香湯洗浴。著新淨衣入於道場。要當先誦此陀羅尼并作此印滿百萬遍然後修行餘般若法決定成就。是故名為般若根本。此陀羅尼印。悉能照了一切般若波羅蜜法。故名般若波羅蜜眼。此陀羅尼印悉能摧滅一切障礙。悉能住持一切諸佛菩薩功德。故名金剛般若心也。